# Eva Schumann (Juristin)
Eva Schumann (* 19. Juli 1967 in Stuttgart-Bad Cannstatt) ist eine deutsche Juristin und Rechtshistorikerin. Sie lehrt als Professorin für Deutsche Rechtsgeschichte und Bürgerliches Recht an der Georg-August-Universität Göttingen.

## Leben und Werk
Schumann studierte Rechtswissenschaft in Tübingen und Berlin. Nach  Referendariat und zweitem Staatsexamen in Stuttgart war sie ab 1992 als wissenschaftliche Mitarbeiterin von Bernd-Rüdiger Kern tätig, zunächst in Tübingen, dann ab 1994 in Leipzig. 1997 wurde sie mit einer Arbeit über das Recht der nichtehelichen Familien in auch rechtshistorischer Perspektive promoviert. 2003 habilitierte sie sich in Leipzig. Im darauffolgenden Jahr nahm sie einen Ruf aus Göttingen als Nachfolgerin von Wolfgang Sellert an und leitet seitdem die Abteilung für Deutsche Rechtsgeschichte des Instituts für Grundlagen des Rechts.
Seit 2007 ist sie Mitglied der Akademie der Wissenschaften zu Göttingen. Sie ist Vorsitzende der Forschungskommission „Funktion des Gesetzes in Geschichte und Gegenwart“ und hat in dieser Eigenschaft mehrere Sammelbände mit Forschungsergebnissen dieser Kommission herausgegeben.
2007 veranstaltete Schumann eine Ringvorlesung zum Thema „Kontinuitäten und Zäsuren“ unter Mitwirkung von u. a. Joachim Rückert, Ralf Frassek, Werner Heun, Ewald Grothe, Peter Derleder, Joachim Perels und Helmut Kramer. Der anschließend herausgegebene Sammelband wurde positiv rezensiert. Schumann selbst steuerte eine Untersuchung über die Geschichte der Rechts- und Staatswissenschaftlichen Fakultät bei. Sie wies drei Zäsuren in der Fakultätsgeschichte nach: Ab 1933 wurde der sich in überdurchschnittlich hohen Maße aus jüdischen Rechtswissenschaftlern zusammensetzende Göttinger Lehrkörper bis 1938 weitgehend ausgetauscht durch eine Gruppe von jungen, der NS-Ideologie nahestehenden Juristen (Wilhelm Saure, Georg Erler, Wilhelm Ebel, Ulrich Scheuner u. a.), die nach 1945 alle aus dem Dienst entfernt und ihrerseits ersetzt wurden durch Unbelastete (Werner Flume, Ludwig Raiser, Hans Thieme u. a) oder ehemals aus der Fakultät Vertriebene (Gerhard Leibholz, Julius von Gierke, Herbert Kraus); ab Mitte der 1950er Jahre stellt sie aber erneut eine Zäsur fest mit der Wiedereinstellung NS-belasteter Professoren wie Wilhelm Ebel sowie der Berufung von mehreren Mitgliedern der ehemaligen Kieler Schule wie Friedrich Schaffstein. Auch später beschäftigte sich Schumann mit der Rechtsgeschichte der Zeit des Nationalsozialismus, u. a. in einem öffentlichen Vortrag über die Arbeit der Akademie für Deutsches Recht (2018). In der Lehre setzt sie sich für eine Auseinandersetzung mit dem NS-Unrecht und dessen Umgang in der Nachkriegszeit ein.
Im geltenden Recht forscht sie vor allem zum Medizin- und Familienrecht. Ihr Ansatz ist es dabei, Antworten auf rechtliche Fragen aus rechtshistorisch und rechtsvergleichend informierter Perspektive zu entwickeln. So stellt ihre Göttinger Antrittsvorlesung einen interdisziplinären Zugang zur Sterbehilfe dar, in dem sie auch mögliche Reformvorschläge aufzeigte.
Schumann äußerte sich mehrfach zur Familienpolitik. Sie ist der Meinung, dass seit dem 7. Familienbericht der Bundesregierung 2006 eine neue Familienpolitik in Deutschland eingeleitet worden sei, in deren Zuge zunehmend Kriterien zur Bewertung wirtschaftlicher Vorgänge auf die Familie übertragen werden. Diesen Vorgang hat sie medienwirksam als „Ökonomisierung der Familie“ thematisiert. Des Weiteren erstellte sie für den 72. Deutschen Juristentag 2018 ein Gutachten, das nach Reformbedarf bezüglich gemeinsam getragener Elternverantwortung fragt. Die von Schumann geäußerten Überlegungen fanden auch außerhalb der juristischen Fachwelt Beachtung. Zwischen 2017 und 2020 war sie an einem Kooperationsprojekt der Georg-August-Universität Göttingen und der Stiftung Universität Hildesheim zur Erforschung der geschlechterdifferenten Regulierung von Elternschaft im Recht beteiligt. Im August 2021 wurde sie in den Wissenschaftlichen Beirat für Familienfragen beim Bundesministerium für Familie, Senioren, Frauen und Jugend berufen.
Sie ist Mitglied der Initiative Niedersächsischer Ethikrat, einem bei der Ärztekammer Niedersachsen eingerichteten Expertengremium zur Bearbeitung von ethischen und gesellschaftspolitischen Fragestellungen im Zusammenhang mit der COVID-19-Pandemie in Deutschland.

## Veröffentlichungen (Auswahl)
- Die nichteheliche Familie. Reformvorschläge für das Familienrecht mit einer Darstellung der geschichtlichen Entwicklung und unter Berücksichtigung des Völker- und Verfassungsrechts. München 1998 (Dissertation).
- Unrechtsausgleich im Frühmittelalter. Die Folgen von Verletzungen der Person im langobardischen, alemannischen und bayerischen Recht. (Habilitationsschrift, unveröffentlicht).
- Als Herausgeberin: Kontinuitäten und Zäsuren. Rechtswissenschaft und Juristen im »Dritten Reich« und in der Nachkriegszeit. Göttingen 2008.
- Ökonomisierung der Familie. In: Jahrbuch der Akademie der Wissenschaften zu Göttingen 2011. Berlin 2012, S. 444–481.
- Als Herausgeberin: Justiz und Verfahren im Wandel der Zeit. Gelehrte Literatur, gerichtliche Praxis und bildlicher Symbolik. Festgabe für Wolfgang Sellert zum 80. Geburtstag, Berlin 2017 (= Abhandlungen der Akademie der Wissenschaften zu Göttingen, Neue Folge, Bd. 44).
- Familienleitbilder in der Bundesrepublik. In: Winfried Kluth (Hrsg.): Die Familie als Wirtschaftsfaktor – Untersuchungen zu den Leitbildern der Familienpolitik und ihrem verfassungsrechtlichen Rahmen. Halle-Wittenberg 2018, S. 9–60.